# Isoctenus corymbus
Isoctenus corymbus là một loài nhện trong họ Ctenidae.
Loài này thuộc chi Isoctenus. Isoctenus corymbus được miêu tả năm 2005 bởi Polotow, Antonio D. Brescovit & Pellegatti-Franco.